# Il mondo di Edena
Il mondo di Edena (Le Monde d'Edena) è un ciclo di fumetti dell'artista francese Moebius (pseudonimo di Jean Giraud). Il ciclo inizia da un album promozionale fatto da Moebius per la Citroën, intitolato in origine Une croisière Citroën e poi rititolato Sur l'etoile nel 1983 e continuato successivamente sino al 2001.

## La nascita del mondo di Edena
Nel 1983, Jean Giraud ricevette la commissione di realizzare una serie di immagini pubblicitarie per la casa automobilistica Citroën. I marchi della Citroen, ispirano a Moebius l'immagine di due astronavi, che viaggiano nello spazio.
Le storie sono fortemente influenzate dagli insegnamenti sulla qualità di vita da “Ios“ alias Jean-Paul Appel-Guery, direttore del gruppo Isozen, e dal nutrizionista Guy-Claude Burger, tanto quanto lo stile di vita errante di Moebius: “I giardini di Edena” fu disegnato a Tokyo e Los Angeles e “La Dea” incominciato in Francia e finito in California.
La forza di queste storie di fantascienza sta nel fatto che Moebius le usa per fare delle domande sui sogni, sull'alimentazione e sulla salute, sulla biologia e sulla sessualità, sul desiderio umano di vivere in una società strutturata, e sugli archetipici dei e demoni. Tutti questi elementi filosofici sono organicamente incastonati in ingannevoli storie leggere, che permettono di leggere attraverso differenti livelli.

## Trama

### Sulla stella
Sulla capsula Atoris viaggiano i due protagonisti, Stel e Atan (rispettivamente, il pilota/meccanico e la navigatrice). Senza più carburante, atterrano su Ramadan, un pianeta desertico, e lo attraversano su una vecchia automobile "terrestre" Citroën. Incuriositi da misteriosi bagliori che provengono dall'orizzonte, giungono in un campo di rifugiati disposto vicino a una misteriosa piramide di luce. 
Nel campo si trovano individui di tutte le specie pensanti della galassia, che per una strana ragione sono stati attirati in quel preciso luogo; alcuni sono stanziati lì da migliaia di anni. Attorno alla misteriosa piramide, impenetrabile, sono nate supposizioni, paure e perfino religioni, e nessuno è mai riuscito ad avvicinarvisi, respinto ogni volta da un campo di forza che la avvolge.
 Nessuno tranne Stel, che riesce a entrare e a svelare l'arcano: la piramide è una nave stellare, che da secoli raduna esseri pensanti con l'obiettivo di trasportarli nel mondo paradisiaco di Edena. Stava solo aspettando qualcuno che la potesse pilotare, e quel qualcuno è proprio Stel che, dopo averla avviata, parte con tutti gli altri alla verso le stelle.

### I giardini di Edena
La nave stellare ha messo nel corso del viaggio i passeggeri in una specie di stato di sonno criogenico. Per un errore, quello di Stel e Atan dura circa un migliaio di anni in più rispetto a quello degli altri viaggiatori. Risvegliatisi, i due vengono scaraventati su Edena, un mondo ricoperto in ogni dove da foreste incontaminate e fiumiciattoli, e apparentemente privo di forme di vita senzienti.
Senza i loro alimenti sintetici, con cui si nutrono da quando sono nati, Stel e Atan sono costretti a cibarsi dei frutti che trovano su Edena, che piano piano rivelano i loro caratteri sessuali a lungo repressi dalle sostanze chimiche dei loro vecchi cibi - barba e peli per Sten, capelli lunghi e seni per Atan, che d'ora in poi decide di darsi il nome Atana. Attirato irrefrenabilmente dalla bellissima compagna, ora che gli ormoni si sono risvegliati, Stel tenta di violentarla, ma lei lo colpisce in testa e fugge via disperata.
Dopo essere rimasto per parecchio tempo incosciente, Stel si risveglia, pentito, e inizia così a vagare da solo per Edena, alla ricerca della donna perduta; finché non viene contattato da un misterioso essere, che si fa chiamare Burg, il quale sostiene di essere il creatore di Edena, e gli rivela che Atana è in grave pericolo, minacciata da una presenza maligna nota come la Paterna. Più deciso che mai a trovarla, Stel si rimette in viaggio.

### La Dea
Atana, pentita di aver abbandonato il compagno, continua comunque il suo viaggio, e si imbatte casualmente in un gruppo di esseri antropomorfi, senzienti, che portano delle strane maschere e tute da cui non si separano mai. Questi la catturano e la portano nella loro città-nido.
Si scopre che questa città è stata creata proprio quando arrivarono i passeggeri dell'astronave: gli abitanti, che si fanno chiamare pif-paf, sono tutti cloni dei viaggiatori originali, e usano le tute per proteggersi dai batteri del mondo esterno. A regnare sulla città-nido è la Paterna, un essere mostruoso che essi considerano alla stregua di un dio.
Atana riesce a fuggire, e si dirige nei canali sotterranei della città-nido, dove risiedono gli scarf, cloni imperfetti che vivono senza maschere e vengono emarginati dal resto degli abitanti. Giunta in contatto con uno strano bambino scarf, dotato del dono della telepatia, in Atana si risvegliano dei misteriosi poteri sovrannaturali. Il bambino le rivela la sua identità: gli scarf vivono nella costante attesa dell'arrivo del "Dio Stel" e della "Dea Atana", di cui parla un libro messianico, messo al bando, noto come "Libro della piramide", scritto secoli prima da uno dei viaggiatori originali. Secondo queste scritture, le due entità libereranno la città-nido dalla Paterna.
Caduta in una specie di coma, ma allo stesso tempo perfettamente senziente e capace di intendere - e di utilizzare i propri poteri -, Atana si fa portare con l'inganno dalla Paterna e la distrugge, mentre i pif-paf si tolgono le maschere e festeggiano la ritrovata libertà.

### Stel
Stel continua la sua ricerca, anche se il viaggio è reso difficile da una creatura, simile a un dinosauro, che continua a tormentarlo, rincorrendolo ogni giorno nel tentativo di ucciderlo. Burg lo contatta nuovamente, e gli spiega che la Paterna può prendere possesso dei corpi di animali e persone: il dinosauro è una sua emanazione, che vuole impedirgli di ricongiungersi con Atana.
La bestia viene finalmente uccisa da un gruppo di pif-paf, che si trovano di pattuglia nel deserto. Il loro capo viene a sapere tramite la radio del loro mezzo che la Paterna è stata distrutta e che la città-nido è libera: in preda della follia, distrugge la ricetrasmittente e scappa nel deserto, per non condividere l'informazione con i compagni ignari, i quali accolgono Stel e gli donano una delle tute. Quando torna, il capo è posseduto dalla Paterna, che ha incontrato nel deserto sotto forma di lucertola: indebolita da Atana, ma tuttavia non distrutta del tutto, essa è fermamente intenzionata a riprendere il controllo della città-nido.
Assunto il comando del gruppo di pif-paf e imprigionato Stel (di cui la Paterna non si fida), fa dirigere il loro mezzo verso la città-figlia, un insediamento più piccolo della città-nido originale, i cui abitanti non si sono ribellati. Qui Stel viene preso in custodia dalla Paterna, che vuole utilizzarlo come esca per Atana e Burg, i suoi più grandi nemici.

### Sra
Il piano della Paterna prevede di attirare Burg e Atana nella dimensione onirica dei sogni di Stel, il quale viene forzatamente messo a dormire.
Nel suo sonno, Stel immagina di compiere un lunghissimo ed epico viaggio alla ricerca di Atana, che nella finzione del sogno è la Papessa, capo spirituale di una lontana città. Il piano della Paterna sembra andare a buon fine, dal momento che Stel, inconscio di quanto sta accadendo nel mondo "vero", riesce a entrare in contatto con Burg e Atana. La Paterna già si prepara a diventare la padrona incontrastata di Edena, alla guida dell'immenso esercito dei pif-paf, quando Stel si risveglia, e la distrugge per sempre. Caduto in uno stato di sonno comatoso, Stel viene salvato in extremis da Burg, che lo porta nella sua dimora, e gli concede il meritato riposo.

Riposo che, alla fine, viene interrotto: scopriamo che tutto quanto avvenuto fin qui non era altro che un sogno di Stel. Un virus, E.D.N.A, sta decimando la popolazione della galassia, e Stel si era fatto sottoporre a un trattamento obbligatorio per diventarne immune. Durante questo trattamento aveva avuto, complice il malfunzionamento di alcuni macchinari, il sogno su Edena. Risvegliatosi, può ora tornare alla vecchia, noiosa vita, come impiegato presso una stazione spaziale. Almeno fino a quando sui computer della stazione non appare l'immagine di Atana, la Dea: la forza dei suoi sogni è stata tale che Burg è riuscito a mantenere in vita il mondo paradisiaco, nonostante il suo risveglio. Atana imposta le coordinate sul computer di bordo di un'astronave, e Stel parte, questa volta per davvero, alla volta di Edena, per ricongiungersi con la sua amata.

## Stile
Lo stile grafico è anch'esso differente dagli altri lavori di Moebius perché si limita a uno stile in Linea chiara, risparmiandosi i dettagli minimi.

## Album
- Sur l'étoile Les Humanoïdes Associés, dicembre 1983 storia e disegno: Moebius

pubblicato in Italia col titolo Sulla stella dall'editore Alessandro, nel 2006
- Les Jardins d'Edena, Casterman, settembre 1988 storia e disegno: Moebius

pubblicato in Italia col titolo I giardini di Edena dall'editore Alessandro, nel 2004
- La Déesse, Casterman, settembre 1990, storia e disegno: Moebius, colori: Florence Breton

pubblicato in Italia col titolo La dea dall'editore Alessandro, nel 2005
- Stel, Casterman, aprile 1994, storia e disegno: Moebius

pubblicato in Italia col titolo Stel dall'editore Alessandro, nel 2004
- Sra, Casterman, settembre 2001, storia e disegno: Moebius - colori: Claire Champeval

pubblicato in Italia col titolo Sra dall'editore Alessandro, nel 2002
- fuori serie Les Réparateurs, Casterman, settembre 2001, storia e disegno: Moebius

pubblicato in Italia col titolo I riparatori dall'editore Alessandro, nel 2004

## Personaggi
- Stel/Stell : meccanico, all'inizio androgino, poi diventa maschio
- Atan/Atana Merigold : androgino, poi diventa femmina. Si rivela essere la dea
- Lazlo : ragazzo cieco, può proiettare le persone in un mondo onirico
- la Paterne : dio del popolo di Nid
- Maître Burg : appare in sogno a Stell. Come la Paterne, può andare da un mondo all'altro d'Edena
- les Édelfes : esseri fatati
- Trollopen : meccanico amico di Stel e Atan